# Johan Berg
Johan Berg (20 maart 1995) is een Noorse freestyleskiër.

## Carrière
Bij zijn wereldbekerdebuut, in januari 2011 in Kreischberg, scoorde Berg direct wereldbekerpunten. In Innsbruck nam de Noor deel aan de Olympische Jeugdwinterspelen 2012, op dit toernooi eindigde hij als zevende op het onderdeel halfpipe. In januari 2013 behaalde Berg in Copper Mountain zijn eerste toptienklassering in een wereldbekerwedstrijd. Op 8 februari 2013 boekte de Noor in Silvaplana zijn eerste wereldbekerzege. Op de wereldkampioenschappen freestyleskiën 2013 in Voss eindigde hij als zestiende op het onderdeel slopestyle.

## Resultaten

### Wereldkampioenschappen
| Jaar | Plaats | Resultaten     |
| ---- | ------ | -------------- |
| 2013 | Voss   | 16e Slopestyle |

### Wereldbeker
Eindklasseringen
| Seizoen   | Algm | HP  | SS     |
| --------- | ---- | --- | ------ |
| 2010/2011 | 121e | 23e | –      |
| 2012/2013 | 30e  | –   | Zilver |

Wereldbekerzeges
| Datum           | Plaats     | Onderdeel  |
| --------------- | ---------- | ---------- |
| 8 februari 2013 | Silvaplana | Slopestyle |